# 1021

سنة 1021 كانت سنة بسيطة تبدأ يوم الأحد حسب التقويم اليولياني

## أحداث
- قد ألف ابن الهيثم كتابه الفريد المناظر.
- طائفة بلنسية تستقل عن الدولة الأموية في الأندلس

## مواليد
- سليمان بن جبيرول، شاعر وفيلسوف يهود أندلسي.

## وفيات
- الحاكم بأمر الله